# Nagophora hirayamai
Nagophora hirayamai är en insektsart som beskrevs av Matsumura 1942. Nagophora hirayamai ingår i släktet Nagophora och familjen spottstritar. Inga underarter finns listade i Catalogue of Life.